# Plezalni pas
Plezalni pas je del plezalne opreme, ki predstavlja vez med osebo in vrvjo. Uporablja se pri plezanju, samovarovalnem kompletu, delu na višini itd.
Poznamo dva osnovna tipa plezalnih pasov:
- dvodelni plezalni pas je sestavljen je iz zgornjega (ramenskega) in spodnjega (sedežnega) dela, primeren pa je za začetnike in plezanje daljših smeri v gorah, še posebno če plezamo z nahrbtnikom. Zgornji del varuje plezalčevo hrbtenico pri daljših padcih, zlasti pri nerodnih padcih začetnikov pa poskrbi, da plezalca ne obrne na glavo.

- enodelni oz. sedežni plezalni pas, se najpogosteje uporablja, predvsem za športno plezanje. Plezalni pas mora biti dovolj udoben za visenje in prave velikosti. Pomembna je pravilna velikost nožnih zank, ki ne smejo biti niti preveč ohlapne niti pretesne, poleg tega pa mora plezalni pas tesno objeti okoli pasu. Pas naj ima spodnji in zgornji del povezan s krožno zanko, ki jo tudi uporabljamo za varovanje (varovalna oz. delovna zanka).